# Ле-Гранд (Айова)
Ле-Гранд (англ. Le Grand) — місто (англ. city) в США, в округах Маршалл і Тама штату Айова. Населення — 905 осіб (2020).

## Географія
Ле-Гранд розташований за координатами 42°0′22″ пн. ш. 92°46′30″ зх. д. / 42.00611° пн. ш. 92.77500° зх. д. (42.006249, -92.775055).  За даними Бюро перепису населення США в 2010 році місто мало площу 2,72 км², з яких 2,70 км² — суходіл та 0,02 км² — водойми.

## Демографія
Згідно з переписом 2010 року, у місті мешкало 938 осіб у 382 домогосподарствах у складі 276 родин. Густота населення становила 345 осіб/км².  Було 401 помешкання (148/км²).
Расовий склад населення:
| - 97,1 % — білих - 0,4 % — корінних американців - 0,1 % — вихідців з тихоокеанських островів - 0,1 % — чорних або афроамериканців - 0,1 % — азіатів - 1,6 % — осіб інших рас |

До двох чи більше рас належало 0,5 %. Частка іспаномовних становила 3,5 % від усіх жителів.
За віковим діапазоном населення розподілялося таким чином: 25,3 % — особи молодші 18 років, 58,7 % — особи у віці 18—64 років, 16,0 % — особи у віці 65 років та старші. Медіана віку мешканця становила 41,9 року. На 100 осіб жіночої статі у місті припадало 95,4 чоловіків;  на 100 жінок у віці від 18 років та старших — 93,1 чоловіків також старших 18 років.
Середній дохід на одне домашнє господарство  становив 62 387 доларів США (медіана — 55 357), а середній дохід на одну сім'ю — 70 662 долари (медіана — 71 932). Медіана доходів становила 44 028 доларів для чоловіків та 33 125 доларів для жінок. За межею бідності перебувало 6,1 % осіб, у тому числі 5,1 % дітей у віці до 18 років та 10,6 % осіб у віці 65 років та старших.
Цивільне працевлаштоване населення становило 497 осіб. Основні галузі зайнятості: освіта, охорона здоров'я та соціальна допомога — 22,3 %, виробництво — 20,7 %, роздрібна торгівля — 9,1 %, оптова торгівля — 7,6 %.